# Anomaloglossus praderioi
Anomaloglossus praderioi es una especie de anfibio anuro de la familia Aromobatidae.

## Distribución geográfica
Esta especie es endémica del Monte Roraima en el estado de Bolívar, Venezuela. Habita entre los 1800 y 1900 m de altitud.

## Publicación original
- La Marca, 1997 "1996" : Ranas del género Colostethus (Amphibia: Anura:Dendrobatidae) de la Guayana Venezolana con la descripción de siete especies nuevas. Publicaciones de la Asociación de Amigos de Doñana, n.º 9, p. 1-64.[6]